# Алахан Султан
Алахан Султан, Аля-хан султан Абиль-оглы (уйг. ﺋﺎﻻﮬﺎﻥ ﺳﯘﻟﺘﺎﻥ / Алаһан Султан / Alahan Sultan‎) — один из лидеров уйгурского восстания 1864 года в Илийском крае и правитель Илийского султаната, государства, существовавшего на территории Восточного Туркестана ныне Синьцзян-Уйгурского автономного района КНР.

## Биография
Алахан Султан родился в Кульдже, в семье уйгурских чиновников. Активный участник восстания уйгуров и дунган в Илийском крае (1864 г.), один из организаторов восстания наряду с Абдурасул-беком и Садыр Палваном.
После убийства Абдурасул-бека в 1865 году, Мазамзат-беком, ставшим правителем государства, начинается противостояние между различными группировками уйгуров, а также обостряется конфликт с дунганами.
После взятия китайской крепости Баяндай 2 февраля 1865 года силами Алахана и Садыр Палвана, их группировка усиливается. В результате серии заговоров и убийств к власти приходит Мулла Шавкат-ахун. В 1866—1867 годах, в ходе нескольких столкновений с дунганами силы Алахана одерживают победу и полностью устанавливают контроль над территорией Илийского края. В этом же году свергается с престола Мулла Шавкат-ахун и лидеры илийских уйгуров избирают султаном Алахана.
Похоронен на мусульманском кладбище района компактного проживания уйгуров Алматы, на бывших землях поместья Алахан Султана, называемых в народе Султан Курганом.
- Алахан Султан
- Алахан Султан (второй слева), в окружении своей семьи